# Amsterdam (roman)
Amsterdam är en roman av den brittiske författaren Ian McEwan. Den släpptes ursprungligen 1998 på engelska, och kom i svensk översättning av Maria Ekman på Ordfront 2001. Den mottog 1998 Bookerpriset. 
Boken inleds med begravningen av societetslejonet Molly Lane, och ett samtal mellan två personer som båda har varit hennes älskare. Hela romanen handlar om en dödspakt som sluts mellan de två personerna och hur det får deras vänskapsrelation att förstöras.